# Cisto epidermoide
O cisto epidermoide (ou epidérmico, ou infundíbulo folicular) é um tumor benigno, subcutâneo ou intradérmico, que cresce lentamente, elevado, redondo e firme, parando de crescer ao ter alcançado 1 a 5 cm de diâmetro. Ocorre mais comumente na face, no couro cabeludo, tronco e pescoço. O cisto epidermoide têm uma parede, composta de epiderme verdadeira e, é preenchido com material córneo (duro) exposto em camadas laminadas (ceratina lamelar). 